# Text over IP
Text over IP (или протокол IP) - это передача данных, позволяющая передавать текст в режиме реального времени по IP-сети, а также передавать голос по IP (VoIP) и видео по IP-сервисам.
Протокол передачи текста в реальном времени определён в рекомендациях ITU-T F.700 2.1.2.1 и предназначен для расширения коммуникационных возможностей - для возможности отправлять текстовые сообщения с установленным голосовым соединением, для чего определены требования к задержке для каждого символа и скорости потери. (см. F.700 Приложение A.3).
Кроме того, протокол передачи текста в реальном времени имеет отличия от привычного пользователю сервиса Instant Messaging (IM). Несмотря на общие цели, протокол передачи текста, сервис мгновенных сообщений и электронная почта тем не менее имеют различные возможности. 
Передача текста в реальном времени может использоваться:
- при голосовом и/или видео соединении в мультимедийных коммуникациях с фиксированным или мобильным доступом,
- для людей, которые хотят быстро использовать какие-либо текстовые передачи интерактивно,
- при повышенном шуме окружающей среды при котором трудно разобрать что-то важное,
- при публично открытых внешних условиях, когда сторонам необходимо сохранить конфиденциальность
- для точной передачи критически важной информации, такой как цифры, адреса, и т.п.
- для людей с потерей слуха или проблемами речи, обеспечивать текст - титры в реальном времени во время голосовой связи для людей с потерей слуха,

## Возможности
ToIP разработан с использованием кодека T.140, предложенного CCITT (с 1993 года — ITU-T) в качестве текстового протокола уровня представления модели OSI в реальном времени (дефинированом для мультимедийных служб H.32x). T.140 даёт возможность редактирования в реальном времени, то есть возможность удаления ошибочно набранных букв (backspace) и перепечатывание. T.140 основан на стандарте набора символов ISO 10646-1 который используется в большинстве текстовых спецификаций на основе IP и использует кодировку UTF-8. 
Транспортным уровнем для ToIP является Транспортный протокол в реальном времени (RTP), который используется и в VoIP и в Video-over-IP. Текст кодируется в соответствии с рекомендациями IETF RFC 4103 “RTP Payload for Text Conversation”.  
RFC 4103 поддерживает опционально схему прямой коррекции ошибок, основанную на избыточной передаче (используя RFC 2198). Результатом этого является чрезвычайно низкая потеря пакетов между конечными точками через различные IP-среды, обычно характеризующиеся высоким процентом потерь пакетов. Для повышения эффективности текст буферизируется на 0.3 – 0.5 секунд перед отправкой.
RTP обычно использует UDP в качестве транспортного протокола. Тем не менее вследствие того, что мобильные сети 2.5G используют TCP и почти не используют UDP некоторые реализации ToIP в мобильных сетях используют частично и TCP. Сети следующего поколения 3G уже поддерживают UDP. 
Стек протоколов передачи ToIP выглядит следующим образом: 
| T.140     |
| RFC4103   |
| RTP       |
| UDP (TCP) |
| IP        |

Очень быстрый набор (30 знаков/сек) даёт загрузку трафика в 2 Кбит/сек (включая издержки для RFC 4103 с максимальным уровнем избыточности, RTP, UDP и IP).
Контроль сессий сообщений ToIP обеспечивается стандартами RFC 3261 протоколов SIP и RFC 4566 SDP.  
- SIP используется без каких либо модификаций.
- Текст в реальном времени кодируется с указанием SDP дефиниции 'm=text'.
- Сервис сообщений в сетях 3GPP определяет использование SDP для ToIP стандартом TS 26.114 v7.4.0 A5

В документах IETF RFC 5194 “Framework for real-time text over IP using the Session Initiation Protocol (SIP)” и IETF RFC 4504 “SIP Telephony Device Requirements and Configuration” в разделе 2.9 можно найти более подробную информацию.

## Развитие Text over IP
Сети следующего поколения — NGN, являются концепцией развития провайдеров телекоммуникаций и их поставщиков. Эта концепция помогает в создании полностью мульти-сервисных сетей основанных на IP-технологиях.
ToIP специфицирован для использования в 3GPP как мультимедийная IP подсистема (IMS) (3GPP TS 26.114 v2.0.0 «IMS, Multimedia Telephony, Media handling and interaction»). IMS как часть NGN используется во многих фиксированных и мобильных сетях.
Обычным терминалом на фиксированной линии является домашний компьютер, обеспечивающий мультимедийные коммуникации — голосовые соединения и видеоконференции VoIP.
Мобильные терминалы — как правило, программные софт-клиенты, из известных:
- AuPix APS-50 — SIP аудио/видео/текст софтфон
- Bria — SIP аудио/видео/текст софтфон
- eBeam — SIP аудио/видео/текст софтфон
- Ekiga — SIP аудио/видео/текст софтфон
- Empathy — SIP аудио/видео/текст софтфон
- France Telecom Conf — SIP аудио/видео/текст софтфон
- Linphone — SIP аудио/видео/текст софтфон
- Omnitor Allan eC — SIP аудио/видео/текст софтфон
- SIPcon1 — SIP аудио/видео/текст софтфон с открытым кодом (доступен на Sourceforge)
- Twinkle — SIP аудио/текст софтфон
- X-lite — SIP аудио/видео/текст софтфон

## Внешние ссылки
Продукты, поддерживающие ToIP:
- https://web.archive.org/web/20071006044714/http://www.omnitor.se/index_eng.html Omnitor Allan eC
- http://www.annies.nl/ AnnieS ToIP софтвар для 2.5G GSM и 3G мобильных терминалов (на датском).
- https://archive.today/20130506213226/http://www.ictrnid.org.uk/talkbytext.html RNID’s TalkByText софтвар для мобильных, вэб, и PC-устройств
- https://archive.today/20130102005154/http://www.aupix.com/ Aupix AP-100 and AP-200 видеотелефон с поддержкой аудио/видео/текста
- http://sourceforge.net/projects/tipcon1/ Trace/Omnitor SIPCon1 аудио/видео/текст софтфон с открытым кодом
- http://asterisk.org Asterisk - мультимедийный сервер для аудио/видео/текст обмена и соединений